# Geoffrey Drake-Brockman
Geoffrey Drake-Brockman, avstralski vojaški inženir in general, * 2. november 1886, † 27. december 1977.